# Cyril Cusack
Cyril Cusack (26. listopadu 1910, Durban, Natal, Jihoafrická republika – 7. října 1993 Londýn) byl irský herec, šlo o dětskou hvězdu irského divadla.

## Život
I když se narodil v Jihoafrické republice, vychováván byl v Irsku. Poprvé vystoupil již v sedmi letech. Objížděl Irsko se svou divadelní společností.
Byl dvakrát ženatý a měl 6 dětí. Stal se tchánem známého herce Jeremy Ironse, který si vzal jeho dceru Sinéad Cusackovou.